# Lori à collier jaune
Lorius chlorocercus
Espèce
Statut de conservation UICN

 LC  : Préoccupation mineure
Statut CITES
Le Lori à collier jaune (Lorius chlorocercus) est une espèce d'oiseaux de la famille des Psittaculidae.

## Description
Le Lori à collier jaune est proche du Lori des dames dont il se distingue par un collier jaune plus large et des marques noires dans les zones périoculaires.
Les juvéniles ne présentent pas ces taches et leur collier est peu marqué.

## Habitat
Cet oiseau vit dans les forêts primaires et secondaires jusqu'à 1 000 m d'altitude.

## Répartition
Le Lori à collier jaune est présent dans les îles Salomon, à Guadalcanal, San Cristobal et Malaita.

## Captivité
Le lori à collier jaune est une espèce très rare en captivité. Nourri à la main, il fait un très bon compagnon, actif, joueur et extrêmement bon parleur.